# (15263) Erwingroten
(15263) Erwingroten est un astéroïde de la ceinture principale.

## Description
(15263) Erwingroten est un astéroïde de la ceinture principale. Il fut découvert le 13 octobre 1990 à Tautenburg par Lutz Dieter Schmadel et Freimut Börngen. Il présente une orbite caractérisée par un demi-grand axe de 2,41 UA, une excentricité de 0,11 et une inclinaison de 3,0° par rapport à l'écliptique.

## Compléments